# Rosakirschara
× Rosakirschara, (abreviado Rskra) en el comercio, es un híbrido intergenérico entre los géneros de orquídeas Ascocentrum × Neofinetia × Renanthera. Fue publicado en Orchid Rev. 80: 162 (1972).